# Сарикджуґа
імені Маннаба Джалалова (узб. Манноб Жалолов номли, Mannob Jalolov nomli) — міське селище в Узбекистані, в Бозькому районі Андижанської області.
Статус міського селища з 2009 року.